# Ла Буйери, Франсуа
Франсуа Мари Пьер Руйе, барон, затем граф Ла Буйери (27 апреля 1764[…], Ла-Флеш — 6 апреля 1833, Замок Барби) — французский политик, великий офицер ордена Почетного легиона, пэр Франции при Карле X.

## Биография
Начинал карьеру с должности клерка в бюро военно-морского флота, затем стал руководителем бюро. Женился на мадмуазель де ла Шапель, дочери бывшего генерального комиссара дома короля, и получил благодаря этому браку должность личного кассира Первого консула. Затем Бонапарт направил его в армию на побережье Англии в качестве генерального казначея, и вскоре после этого он был назначен для управления чрезвычайными фондами кассы погашения госдолга. Во время кампании 1809 года Руйе де ла Буйери занял в Вене место управляющего фондами завоёванной страны, а после заключения мира был назначен генеральным казначеем управления экстраординарных имуществ. Этот пост он совмещал с должностью генерального казначея Короны (декабрь 1811 года), а также был возведён в сан рекетмейстера в Государственном совете, в отделе финансов. 11 июля 1810 года ему был пожалован титул барона Империи.
Во время Реставрации остался на посту генерального казначея Короны. В 1814 году был назначен интендантом королевского цивильного листа и ликвидатором долгов, накопленных за время эмиграции Людовиком XVIII. Он также стал, благодаря покровительству герцога Блакаса, генеральным секретарём министерства королевского двора.
Во время возвращения Наполеона с острова Эльба Руйе ненадолго отошёл от дел; но вторая Реставрация вернула ему все его должности и титулы и добавила к ним (октябрь 1815) должность председателя финансового комитета, в отсутствие министра, ответственного за этот портфель, и заместителя госсекретаря в финансовом департаменте первого правительства Армана дю Плесси де Ришельё с 9 мая 1816 года по 29 сентября 1818 года. Покинув правительство, он сохранил пост казначея цивильного листа и был назначен сверхштатным государственным советником.
22 августа 1815 года он был впервые избран депутатом от Сарта в департаментской коллегии. Он входил в большинство «Несравненной палаты» и оставался в рядах парламентского большинства в различных законодательных собраниях, членом которых являлся. Переизбранный 4 октября 1816 года 105 голосами из 111 избирателей, он подвергся резкой критике со стороны Дюпона де л’Эра и некоторых других левых депутатов за перевод без предварительного распоряжения суммы в 800 тыс. франков из управления экстраординарных имуществ в управление казначейства. 13 февраля 1817 года он выступил с длинной речью, заслужившей бурные овации со стороны правых, в которой обрисовал картину финансового положения Франции.
Руйе де ла Буйери не баллотировался на выборах 1818 и 1819 годов. Он снова стал депутатом, когда 13 ноября 1820 года департаментская коллегия департамента Сарта отдала ему 261 голос из 294 участвовавших избирателей и 367 зарегистрированных; его мандат был продлён 13 ноября 1822 года и 25 февраля 1824 года. Он всегда голосовал вместе с самыми ярыми роялистами и какое-то время был вице-президентом палаты депутатов.
В 1824 году Карл X назначил его президентом финансового отдела Государственного совета, государственным министром, членом Тайного совета, а 23 мая 1827 года генерал-интендантом дома короля. 5 ноября 1827 года он стал пэром Франции с титулом графа.
Падение Карла X положило конец его политической карьере: он был исключён из пэров в 1830 году после отказа принести присягу Луи-Филиппу I.
В 1785 году он приказал перестроить замок Барби́ в Базуж-сюр-ле-Луар. В 1807 году он женился на сестре Франсуа-Луи-Шарля де Фуко.